# Polyommatus minor
Polyommatus minor är en fjärilsart som beskrevs av Ruggero Verity 1946. Polyommatus minor ingår i släktet Polyommatus och familjen juvelvingar. Inga underarter finns listade i Catalogue of Life.